# Ramsès VI
Ramsès VI fou el cinquè faraó de la dinastia XX d'Egipte. Va regnar des de vers el 1141 al 1133 aC (segons el papir de Torí va regnar exactament vuit anys i dos mesos). Era fill de Ramsès III i de la reina Iset (Isis Ta-Hemdjert).

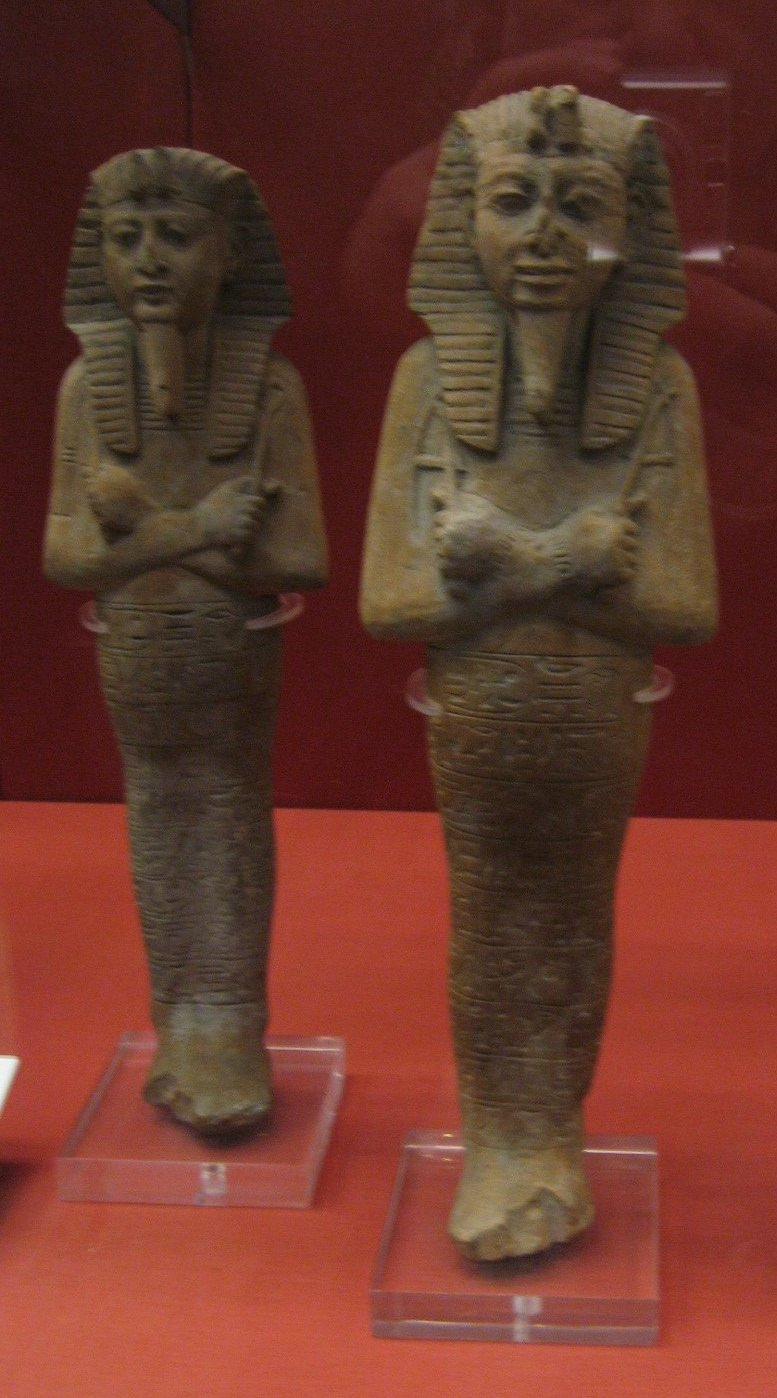
Uixebtis de Ramsès VI (Museu Britànic).

El seu nom d'Horus fou Kanenakht Sankhtaui (brau poderós, gran a la victòria, pel qual reviuen les dues terres); Nebti, Userkhepeshedhefnu (de cop poderós, que guanya a tots); Hor Nub, Userenputmitatenen (poderós i durador com Tatenen); Nesut Biti, Nebmaatere Meriamon (senyor de la justícia de Ra, estimat d'[Ammon]); i Sa Ra, Ramsès Amonhirkhopshef Nekherheqaiunu (engendrat per Ra, poderós com Amon, senyor d'Heliòpolis).

## Regnat
Es pensa que va poder usurpar el tron al seu germà Ramsès V, ja que va usurpar la seva tomba i no el va enterrar fins al cap de dos anys, cosa molt irregular, ja que la tradició exigia momificar el cadàver i enterrar-lo just 70 dies després, però això podria estar relacionat amb la seguretat de la tomba i la conveniència d'ampliar-la, i al segon any del regnat de Ramsès ja la tranquil·litat havia tornat a la zona a l'oest de Tebes.
De la seva època són un temple a Heliòpolis, algunes obres a Memfis i algunes a Karnak. S'han trobat estàtues seves a Bubastis, Coptos i una base d'una estàtua de bronze a Megiddo. També consta una estela a Karnak, una inscripció prop de Sehel i algunes inscripcions menors al Sinaí.
Va residir a la zona del Delta del Nil i va conservar la sobirania sobre Núbia, on apareix en una inscripció a Amara entre la segona i la tercera cascades del Nil, el governador Siese amb el títol habitual de Fill del rei de Kush. La regió estava dividida en dos districtes, Wawat (o Baixa Núbia) i Kush (al sud de l'anterior) i el governador de la primera es deia Penné i residia a Aniba.
Va deixar diversos fills dels que es coneixen el successor, Ramsès VII, Amonherkhoshef, Isis o Iset i Panebenkemit. La filla Isis fou sacerdotessa d'Ammon i divina esposa d'Ammon. La seva reina principal i mare del successor fou Nubkhesbed.

## Tomba
La seva tomba fou la KV9 (Vall dels Reis núm. 9) que va compartir amb Ramsès V, però només hi havia un sarcòfag. La tomba fou saquejada i la mòmia malmesa. Fou descoberta el 1738 per Richard Pococke i explorada el 1824 per Robert Hay i el 1825 per James Burton; el 1888 la va excavar Georges Daressy i el 1958 Alexandre Piankoff; després del 1996 i fins al 2000 hi va fer noves excavacions l'equip d'Adam Lukaszewic. La construcció d'aquesta tomba va provocar la caiguda de materials que van tapar l'entrada de la tomba de Tutankamon i per això aquesta es va conservar intacte.